# Cratere Romeo (Luna)
Romeo è un cratere lunare di 7,15 km situato nella parte nord-occidentale della faccia nascosta della Luna.
Il cratere, appartenente alla serie dedicata agli antroponimi, riprende un tipico nome maschile italiano.